# Matematica islamica
La matematica islamica è la branca del sapere scientifico matematico sviluppata nel mondo islamico nel corso del Medioevo islamico, vale a dire tra il VII e il XVI secolo.
A parte i relativamente esigui contributi degli Arabi, dei Sabei e dell'elemento siriaco, l'apporto più consistente fu garantito dall'elemento persiano, particolarmente attivo nelle regioni fortemente iranizzate - e in minor misura turchizzate - dell'Asia centrale islamica.